# Lijst van filmtrilogieën
Hieronder staat een alfabetische lijst van filmtrilogieën.

## Lijst
- The Addams Family
  1. The Addams Family (1991)
  2. Addams Family Values (1993)
  3. Addams Family Reunion (1998)
- Argento's Animal Trilogy
  1. The Bird with the Crystal Plumage (1970)
  2. The Cat o' Nine Tails (1971)
  3. Four Flies on Grey Velvet (1971)
- Austin Powers
  1. Austin Powers: International Man of Mystery (1997)
  2. Austin Powers: The Spy Who Shagged Me (1999)
  3. Austin Powers in Goldmember (2002)
- Back to the Future
  1. Back to the Future (1985)
  2. Back to the Future Part II (1989)
  3. Back to the Future Part III (1990)
- Before-trilogie
  1. Before Sunrise (1995)
  2. Before Sunset (2004)
  3. Before Midnight (2013)
- Beverly Hills Cop
  1. Beverly Hills Cop (1984)
  2. Beverly Hills Cop II (1987)
  3. Beverly Hills Cop III (1994)
- Blade
  1. Blade (1998)
  2. Blade II (2002)
  3. Blade: Trinity (2004)
- Blood and Ice Cream-trilogie (ook bekend als Three Flavours Cornetto)
  1. Shaun of the Dead (2004)
  2. Hot Fuzz (2007)
  3. The World's End (2013)
- Bourne-trilogie
  1. The Bourne Identity (2002)
  2. The Bourne Supremacy (2004)
  3. The Bourne Ultimatum (2007)
- Captain America-trilogie
  1. Captain America: The First Avenger (2011)
  2. Captain America: The Winter Soldier (2014)
  3. Captain America: Civil War (2016)
- Cars
  1. Cars (2006)
  2. Cars 2 (2011)
  3. Cars 3 (2017)
- The Count of Monte Cristo
  1. The Count of Monte Cristo (1934)
  2. The Return of Monte Cristo (1936)
  3. The Son of Monte Cristo (1940)
- Crocodile Dundee
  1. Crocodile Dundee (1986)
  2. Crocodile Dundee II (1988)
  3. Crocodile Dundee in Los Angeles (2001)
- Dark Knight
  1. Batman Begins (2005)
  2. The Dark Knight (2008)
  3. The Dark Knight Rises (2012)
- Delta Force
  1. The Delta Force (1986)
  2. Delta Force 2: The Colombian Connection (1990)
  3. Delta Force 3: The Killing Game (1991)
- Dollarstrilogie
  1. A Fistful of Dollars (1964)
  2. For a Few Dollars More (1965)
  3. The Good, the Bad and the Ugly (1966)
- Evil Dead (originele reeks)
  1. The Evil Dead (1981)
  2. Evil Dead II (1987)
  3. Army of Darkness (1992)
- Flodder
  1. Flodder (1986)
  2. Flodder in Amerika! (1992)
  3. Flodder 3 (1995)
- Fulci's Gates of Hell
  1. City of the Living Dead (1980)
  2. The Beyond (1981)
  3. The House by the Cemetery (1981)
- Ginger Snaps
  1. Ginger Snaps (2000)
  2. Ginger Snaps II: Unleashed (2004)
  3. Ginger Snaps Back: The Beginning (2004)
- The Godfather
  1. The Godfather (1972)
  2. The Godfather Part II (1974)
  3. The Godfather Part III (1990)
- The Hangover
  1. The Hangover (2009)
  2. The Hangover Part II (2011)
  3. The Hangover Part III (2013)
- The Hobbit (prequeltrilogie van The Lord of the Rings)
  1. The Hobbit: An Unexpected Journey (2012)
  2. The Hobbit: The Desolation of Smaug (2013)
  3. The Hobbit: The Battle of the Five Armies (2014)
- Honey, I Shrunk the Kids
  1. Honey, I Shrunk the Kids (1989)
  2. Honey, I Blew Up the Kid (1992)
  3. Honey, We Shrunk Ourselves (1997)
- Hostel
  1. Hostel (2006)
  2. Hostel: Part II (2007)
  3. Hostel: Part III (2010)
- I Know What You Did Last Summer
  1. I Know What You Did Last Summer (1997)
  2. I Still Know What You Did Last Summer (1998)
  3. I'll Always Know What You Did Last Summer (2006)
- Infernal Affairs
  1. Infernal Affairs (2002)
  2. Infernal Affairs II (2003) (prequel)
  3. Infernal Affairs III (2003)
- Iron Man
  1. Iron Man (2008)
  2. Iron Man 2 (2010)
  3. Iron Man 3 (2013)
- Jackass
  1. Jackass: The Movie (2002)
  2. Jackass Number Two (2006)
  3. Jackass 3D (2010)
- De Kronieken van Narnia
  1. De Kronieken van Narnia: De leeuw, de heks en de kleerkast (2005)
  2. De Kronieken van Narnia: Prins Caspian (2008)
  3. De Kronieken van Narnia: De reis van het drakenschip (2010)
- Legally Blonde
  1. Legally Blonde (2001)
  2. Legally Blonde 2: Red, White & Blonde (2003)
  3. Legally Blondes (2009)

- The Lion King
  1. The Lion King (1994)
  2. The Lion King II: Simba's trots (1998)
  3. The Lion King III (2004)
- Look Who's Talking
  1. Look Who's Talking (1989)
  2. Look Who's Talking Too (1990)
  3. Look Who's Talking Now (1993)
- The Lord of the Rings
  1. The Lord of the Rings: The Fellowship of the Ring (2001)
  2. The Lord of the Rings: The Two Towers (2002)
  3. The Lord of the Rings: The Return of the King (2003)
- El Mariachi
  1.  El Mariachi (1992)
  2. Desperado (1995)
  3. Once upon a Time in Mexico (2003)
- The Matrix
  1. The Matrix (1999)
  2. The Matrix Reloaded (2003)
  3. The Matrix Revolutions (2003)
- Men in Black
  1. Men in Black (1997)
  2. Men in Black II (2002)
  3. Men in Black III (2012)
- Millennium-trilogie
  1. Mannen die vrouwen haten (2009)
  2. De vrouw die met vuur speelde (2009)
  3. Millennium 3: Gerechtigheid (2009)
- The Mummy (1999-2008)
  1. The Mummy (1999)
  2. The Mummy Returns (2001)
  3. The Mummy: Tomb of the Dragon Emperor (2008)
- The Naked Gun
  1. The Naked Gun: From the Files of Police Squad! (1988)
  2. The Naked Gun 2½: The Smell of Fear (1991)
  3. Naked Gun 33⅓: The Final Insult (1994)
- The NeverEnding Story
  1. The NeverEnding Story (1984)
  2. The NeverEnding Story II: The Next Chapter (1990)
  3. The NeverEnding Story III: Escape from Fantasia (1994)
- Ocean's-trilogie
  1. Ocean's Eleven (2001)
  2. Ocean's Twelve (2004)
  3. Ocean's Thirteen (2007)
- Omen
  1. The Omen (1976)
  2. Damien: Omen II (1978)
  3. Omen III: The Final Conflict (1981)
- Poltergeist
  1. Poltergeist (1982)
  2. Poltergeist II: The Other Side (1986)
  3. Poltergeist III (1988)
- Porky's
  1. Porky's (1982)
  2. Porky's II: The Next Day (1983)
  3. Porky's Revenge (1985)
- Predator
  1. Predator (1987)
  2. Predator 2 (1990)
  3. Predators (2010)
- RoboCop
  1. RoboCop (1987)
  2. RoboCop 2 (1990)
  3. RoboCop 3 (1993)
- Rush Hour
  1. Rush Hour (1998)
  2. Rush Hour 2 (2001)
  3. Rush Hour 3 (2007)
- Sissi
  1. Sissi (1955)
  2. Sissi – De jonge keizerin (1956)
  3. Sissi – De woelige jaren (1957)
- Spider-Man
  1. Spider-Man (2002)
  2. Spider-Man 2 (2004)
  3. Spider-Man 3 (2007)
- Star Trek (verhaallijn binnen de gehele serie)
  1. Star Trek II: The Wrath of Khan (1982)
  2. Star Trek III: The Search for Spock (1984)
  3. Star Trek IV: The Voyage Home (1986)
- Star Wars (originele trilogie)
  1. Star Wars: Episode IV: A New Hope (1977)
  2. Star Wars: Episode V: The Empire Strikes Back (1980)
  3. Star Wars: Episode VI: Return of the Jedi (1983)
- Star Wars (prequeltrilogie)
  1. Star Wars: Episode I: The Phantom Menace (1999)
  2. Star Wars: Episode II: Attack of the Clones (2002)
  3. Star Wars: Episode III: Revenge of the Sith (2005)
- Star Wars (sequeltrilogie)
  1. Star Wars: Episode VII: The Force Awakens (2015)
  2. Star Wars: Episode VIII: The Last Jedi (2017)
  3. Star Wars: Episode IX: The Rise of Skywalker (2019)
- Argento's Three Mothers
  1. Suspiria (1977)
  2. Inferno (1980)
  3. The Mother of Tears (2007)
- Toy Story
  1. Toy Story (1995)
  2. Toy Story 2 (1999)
  3. Toy Story 3 (2010)
- Trois couleurs
  1. Trois couleurs: Bleu (1993)
  2. Trois couleurs: Blanc (1994)
  3. Trois couleurs: Rouge (1994)
- The Vengeance
  1. Sympathy for Mr. Vengeance (2002)
  2. Oldboy (2003)
  3. Sympathy for Lady Vengeance (2005)
- X-Men (originele trilogie)
  1. X-Men (2000)
  2. X2 (2002)
  3. X-Men: The Last Stand (2006)